# Fritz Behrens (Schiff, 1977)
Die Fritz Behrens (später SRB Arthur Menge) war ein Seenotrettungsboot (SRB) der 9-m-Klasse der Deutschen Gesellschaft zur Rettung Schiffbrüchiger (DGzRS).
Die Fritz Behrens mit der DGzRS-internen Bezeichnung KRST 24, wurde 1977 von der Schweers-Werft in Bardenfleth unter der Baunummer 6432 gebaut und am 30. Juli 1977 zusammen mit zwei Schwesterbooten in Bardenfleth getauft. Der Name bezog sich auf Friedrich Eduard Behrens, den Gründer der Fritz Behrens-Stiftung, die den Bau des Bootes entscheidend mitfinanziert hatte.
Am 23. Januar 1981 erfolgte eine Umbenennung des Bootes auf den Namen Arthur Menge, den Namen eines früheren Oberbürgermeisters von Hannover, der sich in den 1940er-Jahren um die Fritz Behrens-Stiftung verdient gemacht hatte. Der Grund für die Namensänderung war die Indienststellung des Seenotkreuzers Fritz Behrens; eine doppelte Namensvergabe sollte vermieden werden.

## Technische Ausstattung
Das Seenotrettungsboot war mit Funkanlagen, Echolot, Radar, GPS, Fremdlenzpumpe und einer Bergungspforte ausgestattet.

## Stationierungen
Von 1977 bis zum 4. September 1999 war das Boot in Langballigau stationiert und wechselte dann nach Schleswig. Am 14. November 2006 erfolgte die Außerdienststellung. Wie auch schon das Schwesterschiff Hörnum, wird auch diese Einheit nach Montevideo verschifft und dem dortigen Seenotrettungsdienst „Asociación Honoraria de Salvamentos Marítimos y Fluviales“ (ADES) zur Verfügung gestellt. Dort wurde das Boot ab Frühjahr 2007 unter dem Namen ADES 18 Hamburg Sud am Standort Puerto del Buceo in Dienst gestellt.